# Rosellina Balbi
(Rosellina Balbi)
Rosellina Balbi (Napoli, 14 gennaio 1923 – Roma, 2 gennaio 1991) è stata una scrittrice e giornalista italiana.

## Biografia
Da giovane frequenta il Liceo Classico Umberto I, negli stessi anni del giovane Giorgio Napolitano. Con Francesco Compagna, suo amico del liceo, dirige per quasi dieci anni la rivista Nord e Sud, che aveva appena fondato.
Per il quotidiano La Repubblica fu responsabile della sezione culturale, dal 1976 al 1990. Con il fratello neuropsichiatra Renato, realizza a quattro mani Lungo viaggio al centro del cervello nel 1981, divulgando la sua teoria scientifica sulla "evoluzione stratificata" (Renato Balbi, "L'evoluzione stratificata", Napoli, 1965).
Ha scritto diversi libri su argomenti di antropologia sociale, in particolar modo sulla camorra nel suo Madre paura, dove sviluppa l'idea che la camorra sia caratterizzata da un particolare status di paura continua. Con Hatikvà. Il ritorno degli ebrei nella Terra Promessa ha vinto l'Aquila d'Oro del Premio Estense 1983.
Ha realizzato anche diversi lavori sulla tematica del razzismo, in particolar modo nel 1993 con il libro Ebrei razzismo e antisemitismo.

## Opere
- Rosellina e Renato Balbi, Lungo viaggio al centro del cervello, Laterza, 1981, ISBN 9788804258209 Premio Nazionale Rhegium Julii per la Saggistica[3]
- Rosellina Balbi, Hatikvà. Il ritorno degli ebrei nella Terra Promessa, Laterza, 1983
- Rosellina Balbi, Madre paura, Mondadori, 1984, ISBN 9788804297345 Premio Viareggio 1985, Saggistica;[4]
- a cura di Loreto Di Nucci, Rosellina Balbi, Ebrei razzismo e antisemitismo, Theoria, 1993, ISBN 88-241-0339-1
- Rosellina Balbi, All'erta siam razzisti, Mondadori, 1990, ISBN 9788804338703